# 세르게이 리지코프
세르게이 빅토로비치 리지코프(러시아어: Серге́й Викторович Рыжиков, 1980년 9월 19일, 러시아 SFSR 벨고로드주 셰베키노 ~ )는 러시아의 전 축구 선수이다. 포지션은 골키퍼이다.
2007년 11월 22일에 그가 루빈 카잔으로 이적한다는 사실이 알려졌다. 그는 UEFA 챔피언스리그 2009-10에서 바르셀로나를 상대로 뛰어난 경기를 펼쳤다.
동생 안드레이 리지코프 역시도 축구 선수이며, 골키퍼 포지션이다.

## 국가대표팀 경력
리지코프는 웨일스전에서 처음으로 러시아 축구 국가대표팀에 뽑혔다.
그는 2011년 3월 29일에 열린 카타르와의 친선전에서 국가대표팀 데뷔전을 치렀다.
2014년 6월 2일, 그는 2014년 FIFA 월드컵 러시아 대표팀 최종 선수 명단에 포함되었다.

## 수상 경력

### 클럽
- 러시아 프리미어 리그 (2회)
  - 2008
  - 2009
- 러시아 슈퍼컵 (1회)
  - 2010

### 개인 수상
- 러시아 리그 최고의 선수 33인 (3회): № 2 (2008, 2009, 2010).

## 개인 삶
리지코프는 결혼을 하여, 아들 한명과 딸 두명을 두고 있다.